# Бельди Микола Іванович
Мико́ла Іва́нович Бельди́, більш відомий, як Кола́ Бельди́ (рос. Николай Иванович Бельды, Кола Бельды; 2 травня 1929 — 21 грудня 1993) — російський радянський співак, популярний виконавець 1950—1980-х років. Заслужений артист РРФСР.

## Життєпис
Народився у маленькому селі Муха, нині Нанайського району Хабаровського краю Росії, в родині мисливця. За національністю — нанаєць. Рано осиротів, голодував, внаслідок чого почав затинатися.
Виховувався у школі-інтернаті в селищі Найхін, звідки 1943 року втік на війну. Дописавши собі два роки, потрапив на Тихоокеанський флот.
Служив мотористом на тральщику ТЩ-271 2-ї бригади тралення. 23 вересня 1945 року під час бойового тралення у протоці Лаперуза, внаслідок вибуху, вийшов з ладу редукційний клапан масляної системи редуктора. Червонофлотець М. І. Бельди швидко усунув несправність, забезпечивши безперебійну роботу головного дизеля.
Ще під час військової служби на флоті брав участь у самодіяльності, виступав у ансамблі пісні і танцю Тихоокеанського флоту. Після демобілізації вступив до Саратовської консерваторії, одночасно працюючи на станкобудівному заводі й у Саратовському драматичному театрі. Деякий час працював в ансамблі пісні і танцю Воронезького військового округу, згодом — у Калінінській і Хабаровській філармоніях. З 1959 по 1990 роки — соліст-вокаліст Всеросійського концертно-гастрольного об'єднання, реорганізованого у Москонцерт.
У 1990 році актор залишає Москву і переїздить до Хабаровська. Помер від інфаркту міокарда. Похований на Центральному кладовищі Хабаровська.

## Творчий шлях
У 1957 році Кола Бельди блискуче виступає на Всесвітньому фестивалі молоді і студентів у Москві і стає його лауреатом. На обдарованого співака звернули увагу багато діячів культури (С. Михалков, М. Пляцковський та інші), а також тодішній міністр культури СРСР К. Фурцева. Талановитого артиста запросили працювати в Москву. Вже у 1960 році Кола Бельди стає лауреатом Всеросійського конкурсу артистів естради.
За більш ніж 30-річну кар'єру Кола Бельди гастролював по СРСР і за кордоном, виступивши у 46 країнах світу. Його ім'я в Європі стало так само впізнаваним і популярним, як і в СРСР. Про це свідчать численні інтерв'ю журналістів газет, журналів, передачі на радіо і телебаченні, відгуки слухачів і глядачів про його неповторний голос, своєрідну манеру виконання і особисту чарівність.
У 1973 році Кола Бельди, першим із радянських співаків, став лауреатом міжнародного конкурсу вокалістів у Сопоті (Польща).
Підсумком творчої діяльності співака стали 7 вінілових дисків, численні аудіокасети, відеокліпи, кілька фільмів про життя і творчість.

## Нагороди і почесні звання
Нагороджений орденом Вітчизняної війни 2-го ступеня (11.03.1985), медаллю Нахімова (23.11.1945) та іншими медалями.
Заслужений артист РРФСР. Заслужений артист Бурятської АРСР. Заслужений артист Якутської АРСР.

## Фільмографія[2]
- 1958 — Человек человеку (укр. Людина людині; англ. Man's Gift to Men).
- 1959 — «У цей святковий вечір».
- 1960 — Русский сувенир (укр. Російський сувенір).
- 1976 — Ансамбль неудачников (укр. Ансамбль невдах, короткометражний).

## Вшанування пам'яті
У місті Хабаровську та у селі Троїцькому Хабаровського краю його ім'ям названо вулиці.
У 2009 році в селищі Сінда Хабаровського краю, куди переїхала більшість мешканців нині неіснуючого села Муха, був відкритий пам'ятник Кола Бельди.